# Kwas adypinowy
Kwas adypinowy, E355 – organiczny związek chemiczny z grupy kwasów dikarboksylowych. Otrzymuje się go poprzez utlenianie cykloheksanolu, cykloheksanonu lub ich mieszaniny (za pomocą kwasu azotowego lub N-hydroksyftalimidu jako katalizatora):
(CH
2)
5CO → HOOC(CH
2)
4COOH
Jest stosowany w syntezie poliamidów (np. nylonu).
W wyniku termicznej dehydratacji i dekarboksylacji w obecności wodorotlenku baru powstaje z niego cyklopentanon:
HOOC(CH
2)
4COOH → (CH
2)
4CO + CO
2↑ + H
2O↑